# 판알피나
판알피나(영어: Panalpina)는 스위스의 국제 항공 화물운송 서비스 업종으로 현재 80개 이상의 국가에서 약 500가지의 네트워크를 운영하고 있다. 전 세계적으로 15,000명의 직원을 고용하고 있다. 미국의 화물 항공사인 아틀라스 항공이 보잉 747-8F 기종을 임대해 운항하고 있으며 허브 공항은 룩셈부르크에 위치한 룩셈부르크 핀델 공항, 미국 헌츠빌에 위치한 헌츠빌 국제공항이 있다.